# Edgar Brinkmann
Edgar  Brinkmann  ist eine fiktive Figur aus der Krimireihe Tatort, gespielt von Karl-Heinz von Hassel. Der Hessische Rundfunk produzierte von 1985 bis 2001 insgesamt 28 Folgen. In der Episode 187 Automord gab es einen Gastauftritt des Oberinspektors a. D. Marek mit Fritz Eckhardt in der Titelrolle. Ermittlungsort war Frankfurt am Main.

## Hintergrund
Drehort war Frankfurt mit seinen vielfältigen Schauplätzen. 1996 wurde die Tiefgarage des HR für die Tatort-Produktion Frankfurt-Miami als Schauplatz für ein Bordell umgerüstet, weil der Sender nicht direkt im echten Rotlichtmilieu drehen wollte.
Ende der 1970er Jahre gab es das Bestreben, die Tatorte auf 60 Minuten zu verkürzen. Die Autorin Sylvia Hoffman und Bernd Rhotert, der Leiter der HR-Abteilung Film und Fernsehspiel, setzten sich jedoch mit der Beibehaltung der Sendelänge von 90 Minuten durch. Die einzige Folge, bei der als Versuch die Sendelänge auf 62 Minuten verkürzt wurde, ist die Folge Tod auf dem Rastplatz von 1982 mit Helmut Fischer als Kommissar Lenz aus München.

## Figuren

### Edgar Brinkmann
Kriminalhauptkommissar Edgar Brinkmann (Karl-Heinz von Hassel) ist Dienststellenleiter der Frankfurter Mordkommission. Er ist ein nüchterner Ermittler, der zielgerichtet und dienstlich korrekt seine Fälle angeht und in der Regel auch löst. In seiner zurückhaltenden Art, stets korrekt gekleidet mit Anzug, Weste und Fliege, ermittelt er meist allein. Von seinen Assistenten Robert Weg(e)ner und Alice Bothe lässt er sich zuarbeiten.
Edgar Brinkmann ist unverheiratet und lebt allein. Er hat eine Schwester, aber wenig Kontakt zu ihr. In seiner wenigen Freizeit löst er gern Kreuzworträtsel und spielt Schach, was seiner ruhigen Art entspricht.

### Weitere Figuren
Polizeihauptmeister Robert Weg(e)ner (in der Folge Rikki nennt ihn Brinkmann eindeutig Wegener) wird in verschiedenen Episoden jeweils von anderen Schauspielern gespielt:
- Frank Muth (Folge 1)
- Klaus Adler (Folge 3)
- Thomas Ahrens (Folgen 4, 5, 6)
- Sebastian Baur (Folgen 7, 8)
- Martin May (Folgen 9, 11, 13, 15, 18, 21, 22, 25, 27)
- Frank Schröder (Folge 12)
- Günter Waidacher (Folgen 16, 17, 20, 23, 26, 28)

Polizeimeisterin Alice Bothe wird ebenfalls von unterschiedlichen Schauspielerinnen verkörpert:
- Anja Jaenicke (Folge 10)
- Anna Thalbach (Folge 16)
- Ulrike Panse (Folge 19)
- Jany Tempel (Folgen 25, 27)

Bertram Marbach (Michael Gahr), Brinkmanns Vorgesetzter

## Tatort-Fälle
| Fall | Titel                    | Erstausstrahlung | Folge | Drehbuch                        | Regie            | Besonderheiten                                                     |
| ---- | ------------------------ | ---------------- | ----- | ------------------------------- | ---------------- | ------------------------------------------------------------------ |
| 1    | Schmerzensgeld           | 13. Okt. 1985    | 173   | Hans Kelch                      | Wolfgang Luderer | nach Motiven des Kriminalromans "Die Patentlösung" von Peter Hebel |
| 2    | Automord                 | 30. Nov. 1986    | 187   | Fritz Eckhardt                  | Wilm ten Haaf    | Gastauftritt Marek a. D.                                           |
| 3    | Blindflug                | 29. Mär. 1987    | 191   | Sylvia Hoffman                  | Sylvia Hoffman   |                                                                    |
| 4    | Die Brüder               | 17. Apr. 1988    | 204   | Heinz Schirk                    | Heinz Schirk     |                                                                    |
| 5    | Kopflos                  | 22. Jan. 1989    | 215   | Hans Kelch                      | Sylvia Hoffman   |                                                                    |
| 6    | Tod einer Ärztin         | 18. Feb. 1990    | 228   | Heinz Schirk                    | Heinz Schirk     |                                                                    |
| 7    | Rikki                    | 17. Mär. 1991    | 241   | Sylvia Hoffman                  | Sylvia Hoffman   |                                                                    |
| 8    | Verspekuliert            | 15. Mär. 1992    | 255   | Peter Scheibler                 | Wolfgang Luderer |                                                                    |
| 9    | Renis Tod                | 31. Jan. 1993    | 270   | Heinz Schirk                    | Heinz Schirk     |                                                                    |
| 10   | Der Rastplatzmörder      | 27. Mär. 1994    | 289   | Sylvia Hoffman                  | Sylvia Hoffman   |                                                                    |
| 11   | Mordnacht                | 26. Mär. 1995    | 306   | Heinz Schirk                    | Heinz Schirk     |                                                                    |
| 12   | Mordauftrag              | 09. Jul. 1995    | 314   | Hans Kelch                      | Wolfgang Luderer |                                                                    |
| 13   | Freitagsmörder           | 21. Jan. 1996    | 325   | Heinz Schirk                    | Heinz Schirk     |                                                                    |
| 14   | Frankfurt–Miami          | 23. Jun. 1996    | 336   | Jaques Labib, Frederic Fajardie | Klaus Biedermann |                                                                    |
| 15   | Akt in der Sonne         | 02. Feb. 1997    | 351   | Heinz Schirk                    | Heinz Schirk     |                                                                    |
| 16   | Eulenburg                | 02. Mär. 1997    | 353   | Sylvia Hoffman                  | Sylvia Hoffman   |                                                                    |
| 17   | Das Totenspiel           | 01. Jun. 1997    | 362   | Sylvia Hoffman                  | Sylvia Hoffman   |                                                                    |
| 18   | Rosen für Nadja          | 15. Feb. 1998    | 378   | Heinz Schirk                    | Heinz Schirk     |                                                                    |
| 19   | Gefährliche Zeugin       | 13. Apr. 1998    | 382   | Klaus Gietinger                 | Klaus Gietinger  |                                                                    |
| 20   | Todesbote                | 30. Aug. 1998    | 395   | Hans Kelch                      | Sylvia Hoffman   |                                                                    |
| 21   | Der Heckenschütze        | 07. Feb. 1999    | 405   | Heinz Schirk                    | Heinz Schirk     |                                                                    |
| 22   | Der Tod fährt Achterbahn | 25. Apr. 1999    | 410   | Klaus Gietinger                 | Klaus Gietinger  |                                                                    |
| 23   | Blinde Kuriere           | 09. Mai 1999     | 412   | Sylvia Hoffman                  | Sylvia Hoffman   |                                                                    |
| 24   | Nach eigenen Gesetzen    | 16. Jan. 2000    | 434   | Bodo Kirchhoff                  | Josef Rödl       |                                                                    |
| 25   | Mord am Fluss            | 10. Sep. 2000    | 454   | Klaus Gietinger                 | Klaus Gietinger  |                                                                    |
| 26   | Mauer des Schweigens     | 24. Sep. 2000    | 455   | Sylvia Hoffman                  | Sylvia Hoffman   |                                                                    |
| 27   | Unschuldig               | 16. Apr. 2001    | 467   | Klaus Gietinger                 | Klaus Gietinger  |                                                                    |
| 28   | Havarie                  | 16. Sep. 2001    | 480   | Sylvia Hoffman                  | Sylvia Hoffman   |                                                                    |

## Spin-off-Filme
Nachdem die Figur Brinkmann aus dem Tatort ausgeschieden war, erschienen noch zwei Fernsehfilme als Ableger, in denen Karl-Heinz von Hassel die Figur Edgar Brinkmann alias „Fliege“ verkörpert. Beide Filme wurden von Klaus Gietinger nach Drehbüchern von Thomas Kirdorf inszeniert.
- 2003: Fliege kehrt zurück
- 2004: Fliege hat Angst